# Nenačovice
Nenačovice es una localidad ubicada en el distrito de Beroun en la región de Bohemia Central, República Checa. Tiene una población estimada, a principios de 2021, de 278 habitantes.
Está ubicada al oeste de la región y de Praga, en la cuenca hidrográfica del río Berounka —un afluente izquierdo del río Moldava—, y cerca de la frontera con la región de Pilsen